# 香椎神宮駅
香椎神宮駅（かしいじんぐうえき）は、福岡県福岡市東区香椎六丁目にある、九州旅客鉄道（JR九州）香椎線の駅である。駅番号はJD07。
西日本鉄道（西鉄）貝塚線の香椎宮前駅とは、約1.1 km離れている。

## 歴史
国鉄が香椎線を買収する以前に、博多湾鉄道汽船が香椎宮前仮停留場として1924年（大正13年）7月13日に開設していた。当時は春と秋の香椎宮の大祭時および臨時に参詣客を取り扱う時に限り営業する駅であった。その後1935年（昭和10年）2月5日に停留場に昇格したが、1942年（昭和17年）に廃止となった。この停留場は、後にJR九州が開設する香椎神宮駅より営業キロの上では0.4 km香椎側にあった。
1988年（昭和63年）3月13日にJR九州が現地点に新たに香椎神宮駅として開設した。さらに7月21日には新設駅舎が使用を開始し、この日から委託駅員が配置されるようになっている。駅舎の工費は420万円であった。

### 年表
- 1924年（大正13年）7月13日：博多湾鉄道汽船の香椎宮前仮停留場（かしいみやまえかりていりゅうじょう）として開業[2]。
- 1935年（昭和10年）2月5日：香椎宮前停留場に昇格[2]。
- 1942年（昭和17年）：廃止[2]。
- 1988年（昭和63年）
  - 3月13日：九州旅客鉄道が現駅名で開設[1]。
  - 7月21日：委託駅員を配置し、駅舎使用開始。
- 2000年（平成12年）6月7日：自動改札機を設置し、供用開始[4]。
- 2009年（平成21年）3月1日：ICカード「SUGOCA」の利用が可能となる[5]。
- 2015年（平成27年）3月14日：駅遠隔案内システム（Smart Support Station）「ANSWER」の導入に伴い無人化[6]。

### 駅名の由来
香椎宮に由来する。ただし香椎宮は正しくは神宮ではない。誤認に基づく「香椎神宮」の俗称は当駅名に由来している。
なお、同じく香椎宮に由来する西鉄貝塚線の最寄駅名は「香椎宮前」となっている。

## 駅構造
単式ホーム1面1線を有する無人駅。

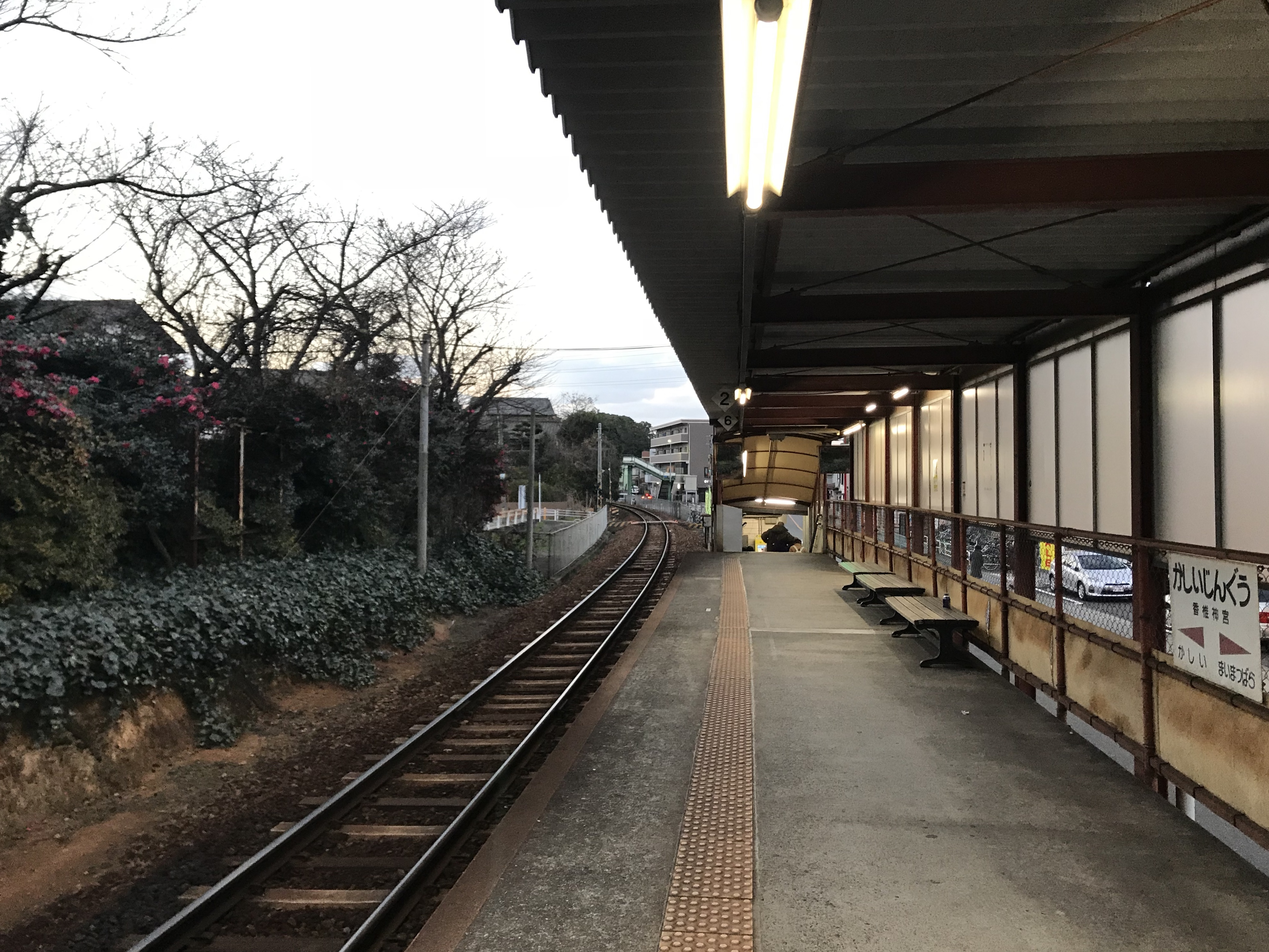
駅ホーム

SUGOCAの利用が可能であるが、カード販売は行わずチャージのみ取扱う。異常時には遠隔案内に対応する。

## 利用状況
2020年（令和2年）度の1日平均乗車人員は815人であり、JR九州の駅としては第160位である。

駅名の由来にもなっている香椎宮への最寄り駅であるため、毎年正月の初詣客で多少は賑わうものの、それ以外の利用客は多いとは言えない。

利用客の多くが博多駅方面への通勤・通学客である。
近年の1日平均乗車人員は以下の通り。
| 年度               | 1日平均 乗車人員 |
| ------------------ | ---------------- |
| 2016年（平成28年） | 973              |
| 2017年（平成29年） | 1,013            |
| 2018年（平成30年） | 1,019            |
| 2019年（令和元年） | 1,020            |
| 2020年（令和02年） | 815              |

## 駅周辺
駅前を香椎線に並行する形で県道24号線が通っており、駅の出口と隣接する形で西鉄バスの神宮駅前停留所がある。駅周辺部は、広域的に見た場合の香椎地域の南端部にあたる。
駅の北東側には小規模な商店や飲食店が点在する。その多くが駅開設以降に進出・開店したものだが、近年は減少傾向にある。また、コンビニエンスストアのローソンも2006年に閉店したため、利便を欠いている。駅の西側は昭和40年代に開発された一戸建ての住宅団地になっている。駅の東側には昭和50年代に丘陵地域を切り拓いて開発された住宅団地がひろがっている。
- タイヨーフードセンター　サニータウン店
- ほっともっと香椎神宮駅前店
- ラパンアジル
- 寿司とも
- 福岡市立香椎東小学校
- 福岡香椎台郵便局
- 香椎宮
- 舞松原古墳
- 香椎ペットクリニック
- AMZ伝喜館（電器屋）
- ドラッグストアモリ香椎宮前店

## バス路線
駅前に西鉄バス「神宮駅前」停留所があり、以下の路線が利用可能。
- ■28
  - 香椎参道 - 御幸町 - 名島 - 蔵本 - 天神 - 大濠公園
- ■28B
  - 香椎参道 - 千早六丁目 - 都市高速 - 蔵本 - 天神 - 大濠公園
- ■28・28B
  - 舞松原駅前 - 青葉台入口 - 土井団地

## 隣の駅
九州旅客鉄道（JR九州）
 香椎線
香椎駅（JD06） - 香椎神宮駅（JD07） - 舞松原駅（JD08）